# Sanktvejtsdans
Chorea (fra græsk khoreia "dans") eller sanktvejtsdans (Sankt Vitus' dans) er en sygdom med ufrivillige rykvise bevægelser.
Årsagen er overaktivitet af neurotransmitteren dopamin og oxytocin i nogle af de områder af hjernen hvor bevægelser kontrolleres.
Tidligere brugtes sanktvejtsdans om alle typer chorea; men i dag bruges den mest om chorea minor (Sydenhams chorea), der kan være en følgesygdom til reumatisk feber (febris rheumatica).
Huntingtons chorea er en fremadskridende arvelig demenssygdom der først viser sig i voksenalderen, og ofte er chorea et af de tidlige symptomer.
Chorea kan være en bivirkning ved medikamentel behandling af Parkinsons sygdom, epilepsi eller psykisk sygdom.